# Leptotyphlops goudotii
Leptotyphlops goudotii este o specie de șerpi din genul Leptotyphlops, familia Leptotyphlopidae, descrisă de Auguste Henri André Duméril și Bibron 1844.

## Subspecii
Această specie cuprinde următoarele subspecii:
- L. g. goudotii
- L. g. ater
- L. g. bakewelli
- L. g. magnamaculatus
- L. g. phenops